# Pštrosí efekt
Pštrosí efekt je jedním ze známých kognitivních zkreslení, kvůli kterým může jedinec dojít k chybnému úsudku. Název tohoto kognitivního biasu je odvozen od rozšířené lidové pověry, podle které pštros v ohrožení strká hlavu do písku, protože si myslí, že tím pro něj nebezpečí zmizí.  Pštrosí efekt je postaven na principu „nevidím-li to, pak to neexistuje". Jde tedy o záměrné popření negativní informace.
V nejjednodušším slova smyslu se jedná o rozhodnutí ignorovat nebezpečí nebo nepříjemné informace a situace tím, že se jim jedinec vyhýbá nebo je popírá. Někteří jedinci se bojí následků pravdy tolik, že ji raději nechtějí znát. Tento efekt je výsledkem chybného myšlenkového procesu za účelem ochrany sebe sama před problémem - čím déle člověk problém obchází a ignoruje, tím více jej vytěsňuje na okraj, až jej nevidí. Pštrosí efekt se může projevit ve všech oblastech lidského jednání – od mezilidských vztahů až po finanční transakce.
Model chování založený na pštrosím efektu předpovídá, že jedinec v případě dobrých zpráv bude vyhledávat a shromažďovat další informace, zatímco v případě negativních zpráv se bude dalším informacím vyhýbat, nebude je vyhledávat.

## Příklady
V obchodování s akciemi, které je poměrně riskantní, může pštrosí efekt pomoci vysvětlit chování investorů. Ti totiž podle studie Karlssona a kolektivu (2009) vyhledávají (kontrolují) investice mnohem častěji, když jde burzovní index nahoru a naopak je nevyhledávají („strkají hlavu do písku“), když jsou zprávy o stavu burzy neutrální nebo špatné.  Galai a Sade (2003) definují pštrosí efekt na finančních trzích jako „vyhýbání se očividně riskantní finanční situaci tím, že se předstírá, že neexistuje.“ Jde tedy o vyhýbání se takovým informacím, které by mohly způsobit psychické nepohodlí.
Chování založené na pštrosím efektu se objevuje také v partnerských vztazích. Když jeden partner zavírá oči před nevěrou druhého tím, že záměrně ignoruje např. pozdní návraty domů a vůni cizího parfému. Negativním informacím se tak vyhýbá a nevyhledává je. 
Jiným příkladem, kde se pštrosí efekt vyskytuje, je problematika domácího násilí. Oběť útočníkovy útoky omlouvá tak často, až dojde ke ztrátě schopnosti problém si vůbec uvědomit, přiznat a narušený vztah vyřešit.

## Pštrosí manager
Na osoby v managerských pozicích jsou kladena určitá očekávání, jak se manager bude chovat, jednat a rozhodovat. Jednou z rolí managera je být dobrým stratégem. Strategický manager se snaží pochopit současnou situaci, použít ji jako základ pro budoucí krátkodobá i dlouhodobá rozhodnutí či plány a naplnit tak vizi a misi organizace.
Opakem strategického managera je pštrosí manager, který se vyhýbá realitě, která by mohla být nepohodlná nebo ohrožující. Nezáleží na původu této nekonformní situace či informace, pštrosí manager reaguje tak, že hrozbu ignoruje, odsune ji na stranu nebo předstírá, že vůbec neexistuje. Tento typ managerského chování je obzvlášť nebezpečný ve vysokých postech, kdy manager nese zodpovědnost za celou organizaci a svým chování a neřešením situace ji může dostat do vážných problémů. Avšak ne vždy si takový manager své pštrosí chování uvědomuje. 
Dokonce, i když je správné řešení naprosto evidentní všem okolo, pštrosí manager racionalizuje a omlouvá svůj nečinný postoj a neschopnost řešit daný problém. Nehledají změnu nebo řešení, ale hledají jistotu, bezpečnost a snaží se zachovat status quo. V minulosti se přitom mohlo jednat o úspěšné managery, kteří se však drží hesla "takhle se to dělalo vždycky".
Příčiny tohoto chování mohou být různé - konflikt, nečekaná informace nebo okolnosti, ztráta reputace, ztráta finanční pobídky, složité vztahy, selhání, zklamání, odmítnutí, přílišná důvěřivost, přecenění sil nebo příliš obtížný úkol. Mohou tak jednat také proto, že věří, že skrývání pravdy pomůže více než její odhalení. 
V roce 2010 byl dokonce vyvinut "Ostrich Manager Quick Test", který pomocí otázek pomáhá managerům odhalit, zda jsou spíše strategickými managery, nebo těmi pštrosími.  

## Následky pštrosího chování
Vyhýbání se nebo odmítání relevantních informací může mít za následek snížení efektivity seberegulace a zhoršit tak dosažení cílů, protože bez sledování aktuální situace (nebo dokonce vyhýbání se jí) není možné na nepříznivou situaci zareagovat a upravit cestu, kterou má být úspěchu dosaženo. Monitorování cílů, cesty k nim i případných dílčích neúspěchů pomáhá lidem odhalit nesrovnalosti mezi současným a požadovaným stavem, a tím snadněji cílů dosáhnout. Monitorování pomáhá odhalit, co je třeba udělat. 
Jedna studie (Polivy a kol., 1986) odhalila, že lidé na dietě snědli méně čokolád, pokud byli požádáni, aby prázdné obaly nechávali na stole, kde na ně bylo vidět a oni tak byli nuceni čelit skutečnosti, kolik čokolád snědli. Snadněji tím mohli sledovat své výsledky, na rozdíl od situace, kdy by prázdné obaly vyhazovali do koše - v této situaci by množství snězené čokolády neměli na očích, před reálným větším množstvím by se tak schovávali, protože v případě pštrosího efektu platí "sejde z očí, sejde z mysli".  